# HD 93607
HD 93607，又名CP-63 1655，SAO 251120、HR 4222，是一颗恒星，视星等为4.85，位于銀經289.97，銀緯-4.69，其B1900.0坐标为赤經10h 43m 12.6s，赤緯-63° -4.69′ 23″。